# Выборная монархия
Вы́борная мона́рхия — тип монархии, в котором новый монарх после прекращения полномочий предыдущего избирается парламентом, коллегией выборщиков, членами монаршей семьи или другим специальным органом или прямым голосованием граждан государства.

## История
Выборная монархия часто применялась в архаичных государствах: древнеримские цари избирались комициями, великие князья на Руси — съездами князей. Во многих странах, как, например, во Франции, где наследник престола утверждался при жизни монарха-отца, средневековой Скандинавии, корейском государстве Силла, по мере укрепления института абсолютной монархии произошёл переход к наследственной монархии.
Классическими примерами выборных монархий могут служить Вестготское королевство, Священная Римская империя, где император избирался семью курфюрстами, Польша (позднее Речь Посполитая), где с прекращением династии Пястов в 1370 году король стал избираться сеймом и была официально провозглашена республика.
В Монгольской империи и её осколках хан избирался на общенародном курултае из «золотого рода», то есть из числа прямых потомков Чингисхана. На общенародном собрании право голоса имели воины — то есть практически всё взрослое мужское население Орды. В Казахском ханстве избрание происходило из числа султанов, являющихся потомками Чингисхана.
В Новое время выборный принцип часто применялся при основании новых государств — так были избраны для основания династии первые короли Греции, Румынии, Болгарии и Норвегии, где в дальнейшем престол передавался по наследству. В России на царство был избран Михаил Фёдорович Романов после пресечения династий Рюриковичей и Годуновых и неспособности Василия Шуйского основать свою династию. Также монархи избирались после смещения старых династий, — так парламентами своих стран были избраны короли Англии Генрих IV и Вильгельм III Оранский и король Франции Луи-Филипп.
Выборной монархией также была недолговечная Империя Гаити, существовавшая в 1804—1806 годах.

## Современные выборные монархии
В настоящее время классическая выборная монархия существует только в четырёх странах мира:
- Ватикан, где папа римский пожизненно избирается конклавом кардиналов.
- Камбоджа, где король пожизненно избирается Королевским советом трона из числа членов монаршей семьи
- Малайзия, где Верховный правитель (Янг ди-Пертуан Агонг) избирается на пятилетний срок правителями султанатов Малайзии из своего числа. При этом в малайзийском штате Негери-Сембилан правитель также избирается Правящим советом
- Мальтийский орден, где Князь и Великий магистр избирается пожизненно.

Также черты выборной монархии имеют:
- Андорра, где одним из двух соправителей является президент Франции, избираемый французскими гражданами на пять лет;
- Объединённые Арабские Эмираты, где президентом избирается на пятилетний срок один из наследственных эмиров (по традиции этот пост занимают только эмиры Абу-Даби);
- Эсватини, где члены семьи выбирают из числа монарших жён мать будущего короля;
- Саудовская Аравия, где наследник престола избирается на семейном совете династии Саудитов из числа своих членов.

Помимо этого, советом племён избирается король маори, не имеющий реальной власти в Новой Зеландии, вожди в Уоллисе и Футуне, короли в некоторых традиционных африканских монархиях.